# Casshan
Casshan, ou Neo Human Casshern, é um anime criado por Tatsuo Yoshida nos anos 70. Casshan foi adaptado para o cinema sob o título de Casshern.
Num futuro fictício, explode uma guerra entre homens e máquinas. Robôs com inteligência artificial resolvem acabar com a humanidade, pois ela não irá apenas destruir a si própria, mas também o mundo. Sem nenhum tipo de restrição, esses robôs começam a ativar bombas atômicas e sistemas de defesa em todo o mundo, fazendo com que os países caiam um a um. Para tentar detê-los, os sobreviventes se unem numa corrente de esperança, tentando salvar as poucas pessoas restantes deste massacre mundial, mas não tinham condições de sobreviverem sozinhos, contra o gigantesco e poderoso exército cibernético liderado pelo Chefe Rei Negro. E em um pequeno comentário do início da série, a narradora diz: "... somente uma pessoa que abriu mão de sua vida, tornando-se meio humano, meio máquina foi capaz de levantar-se contra eles e, assim, tentar salvar a humanidade... ele é Casshan".

## História
O anime conta a história do jovem Tetsuya, filho do Dr.Azuma, um cientista famoso por suas pesquisas na área de regeneração de células orgânicas em conjunto com partes metálicas, ou seja, a fusão de tecido humano com partes robóticas. Mas nosso herói, na realidade, era um jovem normal que vivia feliz com a família e viu, de uma hora para outra, seu mundo cair: assiste seus pais sendo mortos friamente, sua casa destruída, sua cidade mergulhada em fogo. Gravemente ferido, prestes a morrer e incapaz de lutar, Tetsuya acaba tornando-se parte da experiência de seu pai. Para não morrer e, ao mesmo tempo, obter vingança, ele se levanta contra o império das máquinas para tentar salvar a humanidade, reconstrói o próprio corpo e renasce como Casshan. 	
Para contrapor um pouco esse excesso de maldade, temos do lado do bem, para ajudar Casshan, uma bela heroína, Luna, que luta contra o Império das Máquinas, agindo como informante e levando alguns de seus atos às ultimas conseqüências. Ela faz parte da Aliança, um agrupamento mundial de países que sobreviveram ao ataque do mais poderoso robô existente, denominado de "Chefe Rei Negro", líder do mundo das máquinas, principal repressor dos humanos, dono e senhor da vida e morte nesse novo mundo.